# Pont del Molí de Bancells
El pont del Molí de Bancells és un pont de Guixers (Solsonès) inclòs a l'Inventari del Patrimoni Arquitectònic de Catalunya.

## Descripció
Pont d'un sol arc, tot de pedra i amb baranes de ferro, posteriors. Es troba en el camí-pista a Sant Pere de Graudescales. Passa per sobre de l'Aigua d'Ora, afluent per l'esquerra del Cardener, afluent per la dreta del Llobregat.
S'hi accedeix des de la carretera LV-4241-a (de Berga a Sant Llorenç). Al punt quilomètric 19,5 (42° 06′ 52″ N, 1° 42′ 30″ E / 42.114347°N,1.708211°E), passat el pont de l'Espingart, surt la pista senyalitzada a "Sant Pere de Graudescales". El pont es troba a 350 metres.